# Duda (futbolista)
Sergio Paulo Barbosa Valente (Oporto, Portugal, 27 de junio de 1980), más conocido como Duda, es un exfutbolista portugués que jugaba como extremo izquierdo, aunque podía hacerlo también de mediapunta o de lateral. Con 344 partidos disputados, es el jugador con más partidos oficiales en la historia del Málaga Club de Fútbol exclusivamente con dicha denominación, ya que Miguel Ramos Vargas es el jugador con más partidos en el total de la historia malaguista (464). 

## Trayectoria
Habiendo crecido en las filas del Vitória de Guimarães, Duda todavía no había jugado un solo partido de alto nivel competitivo cuando fue vendido al Cádiz CF en la Segunda División B del fútbol español. En 2001-02 pasó a competir en la Liga con el Málaga CF y, después de un movimiento de préstamo a Segunda División con el Levante UD, también aparece en la Copa de la UEFA a través de la Intertoto.
En 2005-06, envuelto en una amarga disputa contractual, Duda apenas apareció en toda la temporada, en el Málaga CF fue relegado y, durante el verano, se marchó al Sevilla CF.
Con Capel consolidado como primera opción, Duda fue cedido en la temporada 2008-09 y volvió al Málaga CF, en agosto de 2008. Durante la temporada fue un elemento decisivo en ataque ya que el club estuvo a punto de la calificación para la Liga Europa, con su compatriota Eliseu jugando a menudo en la otra banda.
A finales de agosto de 2009, tras intensas negociaciones, Duda fichó por el Málaga CF con un contrato de cuatro años, y el Sevilla se beneficiaría de un porcentaje de cualquier venta futura. En su primera temporada, en su segunda etapa, fue una pieza clave en el Málaga, evitando el descenso con sus goles; en mayo de 2010 anotó el empate 1-1 contra en el Athletic Club de un gol olímpico, y marcó ante el Real Madrid, partido en el que fue expulsado después de darle un codazo a Xabi Alonso. 
Después de sufrir una lesión durante la Copa Mundial de 2010, Duda se sometió a cirugía para arreglar su pubalgia dolencia, y se perdió el comienzo de la nueva temporada. En su regreso a los terrenos de juegos, el 21 de noviembre de 2010, jugó los primeros 60 minutos de un 0-3 en la derrota a domicilio contra el Deportivo de La Coruña.
En 2011-12, tras los fichajes de Santi Cazorla y Joaquín y el ostracismo al que Manuel Pellegrini vetó a Apoño después de la primera jornada, Duda se utiliza a menudo como un mediocampista central. Su primer gol de la temporada fue el 22 de marzo de 2012, de un disparo de larga distancia, en una victoria en casa por 4-2 ante el Rayo Vallecano.
El 31 de marzo, Duda jugó su partido número 200 con el Málaga CF, en una derrota en casa por 0-2 ante el Real Betis. Comenzó la temporada siguiente como un habitual suplente, pero el 4 de diciembre, contra RSC Anderlecht para la UEFA Champions League, en la fase de grupos, anotó los dos goles de su equipo en un empate a dos. 
En verano de 2013 renueva por el Málaga CF por dos temporadas con opción a una más.

## Selección nacional
Ha sido internacional en 18 ocasiones con la selección de Portugal.
También logró un Campeonato Europeo de la UEFA Sub-19 en 1999. Jugó el Mundial 2010 con la selección de Portugal; Duda ejerció como lateral izquierdo, por la ausencia del lateral izquierdo de la selección portuguesa.

### Participaciones en Copas del Mundo
| Copa              | Sede      | Resultado        | Partidos | Goles |
| ----------------- | --------- | ---------------- | -------- | ----- |
| Copa Mundial 2010 | Sudáfrica | Octavos de final | 2        | 0     |

## Estadísticas

### Clubes
| Club | Div.          | Temporada     | Liga  | Liga  | Copa del Rey | Copa del Rey | Torneos internacionales(1) | Torneos internacionales(1) | Otros(2) | Otros(2) | Total | Total |
| Club | Div.          | Temporada     | Part. | Goles | Part.        | Goles        | Part.                      | Goles                      | Part.    | Goles    | Part. | Goles |
| --- | ------------- | ------------- | ----- | ----- | ------------ | ------------ | -------------------------- | -------------------------- | -------- | -------- | ----- | ----- |
| Cádiz C. F. · España | 2.ª B         | 1999-00       | 8     | 0     | 0            | 0            | —                          | —                          | —        | —        | 8     | 0     |
| Cádiz C. F. · España | 2.ª B         | 2000-01       | 36    | 15    | 0            | 0            | —                          | —                          | —        | —        | 36    | 15    |
| Cádiz C. F. · España | Total club    | Total club    | 44    | 15    | 0            | 0            | —                          | —                          | —        | —        | 44    | 15    |
| Málaga C. F. · España | 1.ª           | 2001-02       | 9     | 1     | 2            | 0            | —                          | —                          | —        | —        | 11    | 1     |
| Málaga C. F. · España | 1.ª           | 2002-03       | 0     | 0     | 0            | 0            | 2                          | 0                          | —        | —        | 2     | 0     |
| Málaga C. F. · España | 1.ª           | 2003-04       | 35    | 4     | 2            | 0            | —                          | —                          | —        | —        | 37    | 4     |
| Málaga C. F. · España | 1.ª           | 2004-05       | 35    | 4     | 2            | 0            | —                          | —                          | —        | —        | 37    | 4     |
| Málaga C. F. · España | 1.ª           | 2005-06       | 14    | 4     | 0            | 0            | —                          | —                          | —        | —        | 14    | 4     |
| Málaga C. F. · España | 1.ª           | 2008-09       | 35    | 5     | 1            | 0            | —                          | —                          | —        | —        | 36    | 5     |
| Málaga C. F. · España | 1.ª           | 2009-10       | 34    | 8     | 2            | 0            | —                          | —                          | —        | —        | 36    | 8     |
| Málaga C. F. · España | 1.ª           | 2010-11       | 20    | 3     | 2            | 0            | —                          | —                          | —        | —        | 22    | 3     |
| Málaga C. F. · España | 1.ª           | 2011-12       | 25    | 1     | 1            | 0            | —                          | —                          | —        | —        | 26    | 1     |
| Málaga C. F. · España | 1.ª           | 2012-13       | 17    | 0     | 6            | 1            | 9                          | 2                          | —        | —        | 32    | 3     |
| Málaga C. F. · España | 1.ª           | 2013-14       | 24    | 2     | 2            | 0            | —                          | —                          | —        | —        | 26    | 2     |
| Málaga C. F. · España | 1.ª           | 2014-15       | 25    | 1     | 1            | 0            | —                          | —                          | —        | —        | 26    | 1     |
| Málaga C. F. · España | 1.ª           | 2015-16       | 26    | 1     | 0            | 0            | —                          | —                          | —        | —        | 26    | 1     |
| Málaga C. F. · España | 1.ª           | 2016-17       | 16    | 1     | 2            | 0            | —                          | —                          | —        | —        | 18    | 1     |
| Málaga C. F. · España | Total club    | Total club    | 315   | 35    | 23           | 1            | 11                         | 2                          | —        | —        | 349   | 38    |
| Levante U. D. · España | 2.ª           | 2002-03       | 19    | 2     | 0            | 0            | —                          | —                          | —        | —        | 19    | 2     |
| Sevilla F. C. · España | 1.ª           | 2006-07       | 11    | 0     | 6            | 2            | 7                          | 1                          | —        | —        | 24    | 3     |
| Sevilla F. C. · España | 1.ª           | 2007-08       | 17    | 0     | 1            | 0            | 3                          | 0                          | 3        | 0        | 24    | 0     |
| Sevilla F. C. · España | Total club    | Total club    | 28    | 0     | 7            | 2            | 10                         | 1                          | 3        | 0        | 48    | 3     |
| Total carrera | Total carrera | Total carrera | 406   | 52    | 30           | 3            | 21                         | 3                          | 3        | 0        | 460   | 58    |
| (1) Incluye datos de la Copa Intertoto (2002), Copa de la UEFA (2006-07) y Liga de Campeones (2007-13). (2) Incluye datos de la Supercopa de España (2007) y Supercopa de Europa (2007). |               |               |       |       |              |              |                            |                            |          |          |       |       |

## Palmarés

### Campeonatos nacionales
| Título              | Club          | País   | Año  |
| ------------------- | ------------- | ------ | ---- |
| Copa del Rey        | Sevilla F. C. | España | 2007 |
| Supercopa de España | Sevilla F. C. | España | 2007 |

### Campeonatos internacionales
| Título                    | Club                         | Sede    | Año  |
| ------------------------- | ---------------------------- | ------- | ---- |
| Campeonato Europeo Sub-18 | Selección de Portugal sub-18 | Suecia  | 1999 |
| Copa Intertoto            | Málaga C. F.                 | Málaga  | 2002 |
| Supercopa de Europa       | Sevilla F. C.                | Mónaco  | 2006 |
| Copa de la UEFA           | Sevilla F. C.                | Glasgow | 2007 |